# فرد أونيل
فرد أونيل (بالإنجليزية: Fred O'Neill)‏ هو لاعب كرة قاعدة أمريكي، ولد في 1865 في لندن في كندا، وتوفي بنفس المكان في 7 مارس 1892.

## وصلات خارجية
- فرد أونيل على موقعبيزبول رفرنس.كوم (الدوري الرئيسي) (الإنجليزية)